# Andreas Mayer (Mathematiker)

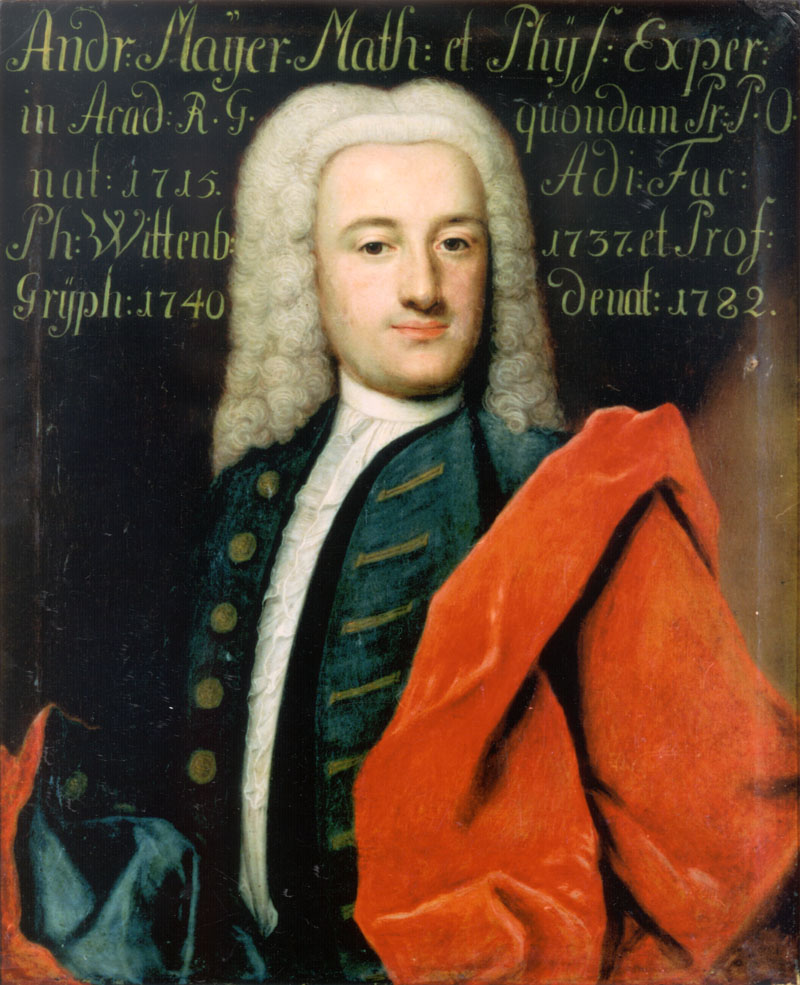
Andreas Mayer

Andreas Mayer (* 8. Juni 1716 in Augsburg; † 19. Dezember 1782 in Greifswald) war ein deutscher Mathematiker, Architekt, Astronom und Kartograph.

## Leben
Andreas Mayer war der Sohn des Augsburger Baumeisters und Architekten Andreas Mayer († 1733). Er wurde anfänglich vom Vater in der Erdvermessung und Baukunst ausgebildet. Im Alter von elf Jahren besuchte er das Gymnasium seiner Heimatstadt. Sechs Jahre später, im Oktober 1733, nahm er mit einem Stipendium des Augsburger Rates ein Studium der Mathematik und Physik an der Universität Wittenberg auf. Zu seinen Lehrern zählten Johann Matthias Hase, Johann Friedrich Weidler in Mathematik, Martin Gotthelf Löscher in Physik und Samuel Christian Hollmann in Philosophie.
1735 setzte er seine Studien in Berlin fort, wo er bei Christfried Kirch seine Kenntnisse der Astronomie erweiterte. Noch im selben Jahr ging er an die Universität Marburg, wo er sich mit Christian Wolff bekannt machte und seine Vorlesungen der Metaphysik besuchte. 1736 kehrte er an die Wittenberger Hochschule zurück und promovierte am 17. Oktober 1736 unter Johann Kaspar Haferung zum Magister der Philosophie. Am 19. und 20. Oktober 1736 erwarb er mit der Dissertation de infinitia curvarum subevolutis die Vorleseerlaubnis für Hochschulen als Magister Legens. Nach der unter Hase am 3. Juli gehaltenen Dissertation de Phaenomenis Solis per Lunam recti & Lunae per umbram telluris obscurantae wurde er am 5. Juli 1737 als Adjunkt an der philosophischen Fakultät aufgenommen.
1741 wurde er auf Empfehlung von Wolff als Professor für Mathematik und Astronomie an die damals zu Schwedisch-Pommern gehörende Universität Greifswald berufen. Er erhielt 1749 dort die Professur für Physik und lehrte in jener Eigenschaft bis zu seinem Tode. 1755 wurde er als auswärtiges Mitglied in die Königlich Preußische Sozietät der Wissenschaften aufgenommen.
Sein älterer Sohn Johann Christoph Andreas Mayer wurde ein namhafter Mediziner und Leibarzt des preußischen Königs Friedrich Wilhelm II. Der jüngere Sohn Ernst Friedrich Christian Mayer wurde Pastor in Königsberg (Preußen).

## Wirken

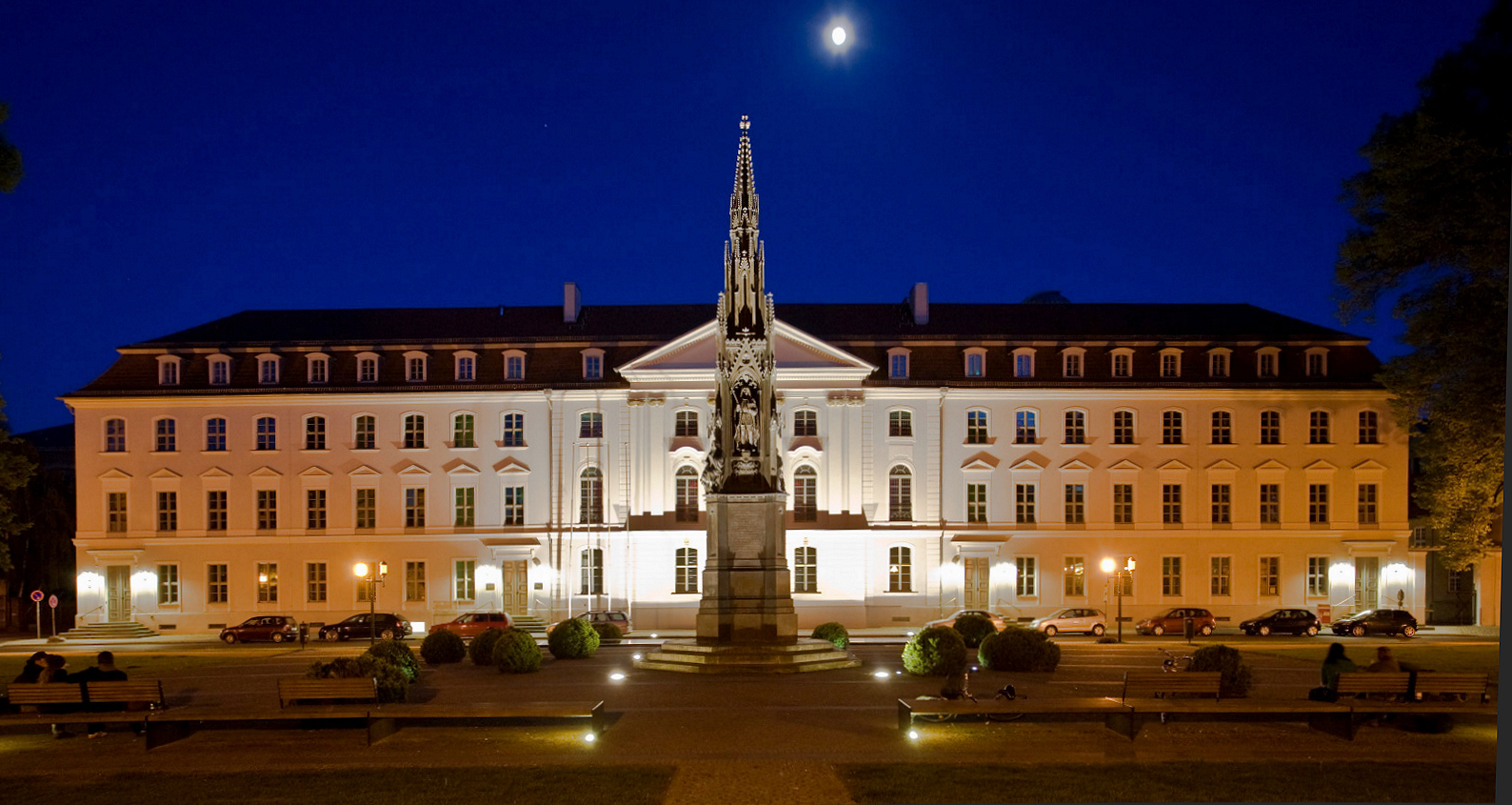
Universitätshauptgebäude in Greifswald: Entworfen und 1747–1750 gebaut durch Andreas Mayer

Mayers Wirken war in hohem Maße durch die pragmatische Aufklärungsphilosophie Wolffs geprägt. Heute ist er als der Baumeister des spätbarocken Hauptgebäudes der Universität Greifswald (1747–1750) bekannt. Bei ihm als Dekan der philosophischen Fakultät promovierte 1750 die Schriftstellerin Anna Christina von Balthasar zur baccalaurea artium. Diese Promotion gilt als eine der ersten Verleihungen eines akademischen Grades an eine Frau im deutschen Sprachraum.
Seit 1747 gab Mayer im Auftrag der schwedischen Regierung in Pommern den jährlich erscheinenden Schwedisch-Pommersch-Rügianischen Staatskalender heraus. Der Kalender enthielt neben astronomischen Berechnungen und einer chronologischen Darstellung weltlicher, kirchlicher und historischer Ereignisse des entsprechenden Jahres auch ein Verzeichnis der mit öffentlichen Ämtern betrauten Personen in Schwedisch-Pommern.
Mayer kartographierte Schwedisch-Pommern und gab 1769 die erste zuverlässige Landkarte für diese Region heraus. Er etablierte die wissenschaftlichen Astronomie an der Universität Greifswald und initiierte die Gründung der ersten Sternwarte in Greifswald. 1775 wurde auf sein Betreiben hin die erste Astronomieprofessur in Greifswald an seinen Schüler und späteren Amtsnachfolger Lampert Hinrich Röhl (1733–1790) vergeben. Röhl wurde auch erster Direktor der neuen Sternwarte.

## Werke
- Dissertatio mathematica prior de infinitis curvarum subevolutis. Haken, Wittenberg 1736. (Digitalisat)
- Dissertatio Mathematica De Optima Scapi Contrahendi Ratione. Eichsfeld, Wittenberg 1736. (Digitalisat)
- Diss. Pro-Loco. Wittenberg 1737.
- Diss. de praecipuis eclipsium Solis et Lunae a. 1737 imminentium phaenomenis. Wittenberg 1737.
- Dissertatio mathematica de optima Scapi contrahendi ratione. (Respondent: August Michael Tzscherpe) Eichsfeld, Wittenberg 1738. (Digitalisat)
- Elementa theologiae naturalis sacrarum litterarum doctrinia conformia, et ad ductum Christiani Wolfii adornata. REnger, Halle 1740. (Digitalisat)
- Oratío de augustissimi ac potentissimi Regis ac Domini Friderici I, Suecorum, Gothorura et Vandalorum, Regis etc. meritis' in universam mathesin. Struck, Greifswald 1741. (Digitalisat)
- Progr. de regulis, ad quas scientiarum usus et praestantia exigí debet. Greifswald 1742
- Hypothesin Cassinianam de secundo telluris nostrae satellite . (Resp.Christin Ludwig Willich) Struck, Greifswald 1742. (Digitalisat)
- Phoenomena Lvnae Per Vmbram Tellvris : D. 30. Avg. MDCCXXXXVI. Obscvratae Recenset Atqve Ad Eadem Rite Contemplanda Astronomiae Cvltores Invitat. Struck, Greifswald 1746. (Digitalisat)
- Progr. de flammarum ardentium sensu hieroglyphico. Struck, Greifswald 1747.
- Progr. de angelorum lingua. Struck, Greifswald 1747.
- Progr. de gloria Domini pastores circumfulgente. Struck, Greifswald 1747.
- De triduo inter mortem et resurrectionem Christi praeterlapso. Struck, Greifswald 1747.
- Progr. Phaenomena Solís d. 25 Jul. 1748 a Luna tecti. Greifswald 1748
- Progr. de obligatíone hominum ad philosophandum. Greifswald 1750
- Calculum Et Phoenomena Defectus Lunaris D. VIII. Junii MDCCLI. Contingentis Exponit Et Cives Academicos Ad Eundem Rite Contemplandum Invitat. Struck, Greifswald 1751.
- Invitado ad Solstitii observationem ope gnomonis astronomici. Greifswald 1751
- Responsionem subitariam ad quaestionem: Num tempestatum futurarum praenunciandarum satis fundata dentur argumenta. Struck, Greifswald 1756. (Digitalisat)
- Dessein du nouveau College de l’Academie Royale a Greifswalde etc. Greifswald 1755 7 Kupferplatten in fol.
- Progr. de praeclaris in Academiam ab optimo Rege collatís, beneficiis. Greifswald 1762
- Observationes Veneris Gryphiswaldenses, quibus adiecta est M. Lamberti Henrici Roehlii, Reg. obs. Astron. Observationis suac de transitu Veneris per Solem expositio. Greifswald 1762
- Pomeraniae Anterioris Svedicae ac Principatus Rugiae Tabula Nova, Astronomicis Observationibus et Geometricis Dimensionibus Superstructa Illustribus Ac Splendidissimis Status Ordinibus indevotissimi atque gratissimi animi Tessaeram dicata. Greifswald 1763. (Digitalisat)
- Dissertatio Physico-Mathematica De Deviatione Et Reciprocatione Pendvli. Rösen, Greifswald 1767. (Digitalisat)
- Progr. de artium discrimine in liberales et illiberales. Rösen, Greifswald 1773.
- Entwurf der Grundregeln von der sparsamen Anwendung des Bauholzes. Greifswald 1776
- Diss. sistens acus inclinatoriae phaenomena. Greifswald 1777
- Om Greifswalds Stads Geographiska belägenhet. In: Stockholms Wetenskamps – Academiens Handlingar T. XVII (1759)